# پرولینت

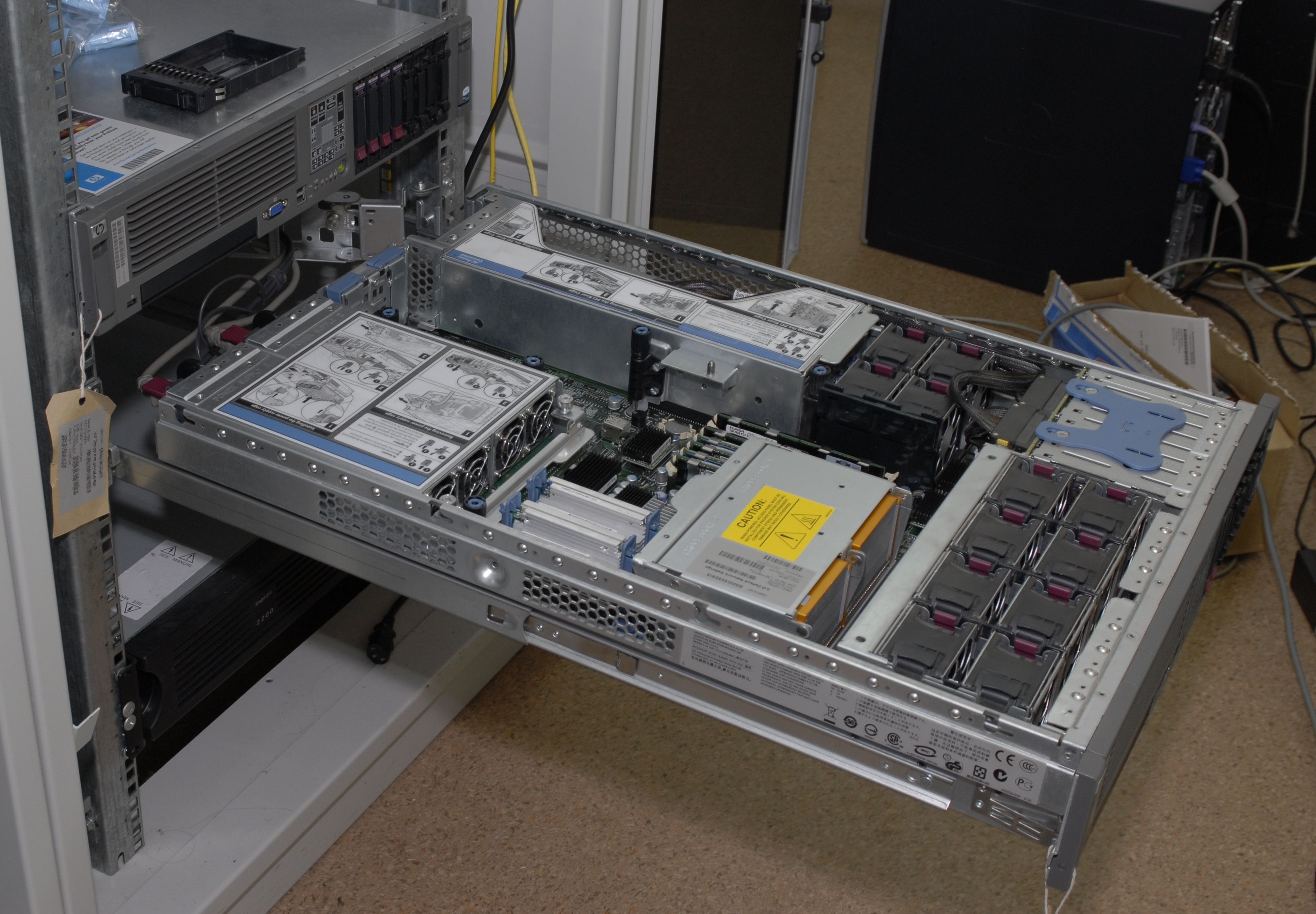
سرورهای تیغه ای

پرولینت (به انگلیسی: ProLiant) نام برندی از سرورها است که ابتدا توسط کامپک معرفی شد و پس از آن، در پی ادغام، به مالکیت هیولت پاکارد درآمد.

## انواع مدل‌ها
پرولینت در انواع رک و ایستاده عرضه می‌شود و گونه‌های ML , DL , Microserver و Easy Connect از اعضای این خانواده محسوب می‌شوند.

### ماژولار یا (ML)
فرم ظاهری این مدل مبتنی بر ساختار سرورهای ایستاده است و قابلیت توسعه پذیری بالایی دارند. برخی از مدل های این سری قابلیت نصب داخل رک را نیز دارند. از جمله پر فروش‌ترین مدل این سری می توان به HPE Proliant ML350 نام برد.

### متراکم یا (DL)
این مدل از سرورهای پرولینت مبتنی بر رک هستند و هدف از طراحی این مدل رسیدن به تعادل میان قدرت پردازش و کم حجم بودن می‌باشد. مدل HPE Proliant DL380 در این سری جزو پرفروشترین مدلهای موجود در میان سرورها است. این سرورها انعطاف پذیری بالایی در مراکز داده و اتاق‌های سرور فراهم می‌کنند.

#### مدل‌های موجود بر اساس نسل تولید
| مدل    | نسل‌های محصول | نسل‌های محصول | نسل‌های محصول | نسل‌های محصول | نسل‌های محصول | نسل‌های محصول | نسل‌های محصول | نسل‌های محصول | نسل‌های محصول | نسل‌های محصول |
| ------ | ------------ | ------------ | ------------ | ------------ | ------------ | ------------ | ------------ | ------------ | ------------ | ------------ |
|        | ۱            | ۲            | ۳            | ۴            | ۵            | ۶            | ۷            | ۸            | ۹            | ۱۰           |
| DL20   |              |              |              |              |              |              |              |              | x            |              |
| DL60   |              |              |              |              |              | x            |              |              | x            |              |
| DL80   |              |              |              | x            |              | x            |              |              | x            |              |
| DL100  |              | x            |              | x            |              |              |              |              | x            |              |
| DL120  |              |              |              |              | x            | x            | x            |              | x            |              |
| DL140  | x            | x            | x            |              |              |              |              |              |              |              |
| DL145  | x            | x            | x            |              |              | x            |              |              |              |              |
| DL160  |              |              |              |              | x            | x            |              | x            | x            |              |
| DL165  |              |              | x            |              | x            | x            | x            |              |              |              |
| DL180  | x            |              |              |              | x            | x            |              |              | x            |              |
| DL185  | x            | x            |              |              | x            |              |              |              |              |              |
| DL320  | x            | x            | x            | x            | x            | x            |              | x            |              |              |
| DL360  | x            | x            | x            | x            | x            | x            | x            | x            | x            | x            |
| DL365  |              |              |              |              | x            |              |              |              |              |              |
| DL370  |              | x            | x            | x            | x            | x            | x            | x            | x            |              |
| DL380  | x            | x            | x            | x            | x            | x            | x            | x            | x            | x            |
| DL385  | x            | x            |              |              | x            | x            | x            | x            |              |              |
| DL560  | x            |              |              |              |              |              |              | x            | x            | x            |
| DL580  | x            | x            | x            | x            | x            |              | x            | x            | x            | x            |
| DL585  | x            | x            |              |              | x            | x            | x            |              |              |              |
| DL740  | x            |              |              |              |              |              |              |              |              |              |
| DL760  | x            | x            |              |              |              |              |              |              |              |              |
| DL785  |              |              |              |              | x            | x            |              |              |              |              |
| DL900  |              |              |              |              |              |              |              |              | x            |              |
| DL980  |              |              | x            |              |              |              | x            |              |              |              |
| DL1000 | x            |              |              |              |              |              |              |              |              |              |
| DL2000 |              |              |              |              | x            |              | x            |              | x            |              |

### مقیاس پذیر یا (SL)
ساخت این مدل نیز مشابه مدل قبلی (یعنی DL) مبتنی بر رک می‌باشد. این مدل با هدف بهره‌وری از بالاترین توان پردازشی و متناسب با محیط‌های دیتاسنتری و مشابه آن طراحی گردیده‌است.

### تیغه ای یا (BL)
فرم این مدل متناسب با محفظه‌های تیغه ای طراحی شده‌اند و نمی‌توان به غیر از این محیط در محیط دیگری از آن استفاده نمود. تولید مدل‌های تیغه ای برای رسیدن به حداکثر تراکم و کنترل در فضای محدود رک صورت گرفته‌است.

### مایکروسرور
مایکروسرورها، با اینکه عضوی از خانواده پرولینت محسوب می شود اما سرورهای به نسبت ضعیف تری هستند که برای کسب و کارهای کوچک طراحی و در نظر گرفته شده است. از ویژگی های این سرور می توان به قیمت پایین، استفاده آسان و کم حجم بودن که امکان قرارگیری آن در محیط های مختلف را فرآهم می آورد اشاره داشت. لازم به ذکر است که این سرور سیستم عامل کلیر اواس را نیز به همراه خود دارد.

## پردازنده
از نظر نوع و پیکربندی پردازنده این سرورها به چند گروه تفسیم می‌شوند. سری‌های ۱۰۰، ۲۰۰، ۳۰۰ و ۴۰۰ دارای معماری تک سوکت و دو سوکت پردازنده می‌باشند. سری‌های ۴۰۰ و ۵۰۰ نیز شامل چهار سوکت پردازنده می‌شود. سری ۷ و ۸ شامل ۸ سوکت پردازنده و ۸۰ هسته پردازشی بوده که در کنار آن از ۴ ترابایت حافظه اصلی پشتیبانی می‌کند.
همچنین لازم است بدانید مدل‌هایی که در آخرین رقم خود عدد ۰ دارند از پردازنده‌های اینتل و آن‌هایی که عدد ۵ دارند از پردازنده‌های ای‌ام‌دی بهره می‌برند. برای مثال مدل DL380 از پردازنده‌های اینتل زئون پشتیبانی کرده و مدل DL385 از پردازنده‌های AMD پشتیبانی می کند.